# Solen
 For alternative betydninger, se Sol. (Se også artikler, som begynder med Sol)
Solen (latin: Sol; græsk: Helios) er den stjerne, som sammen med sit planetsystem udgør solsystemet. Jorden og andet stof (herunder andre planeter, asteroider, meteoroider, kometer og støv) kredser om Solen, som i sig selv udgør omkring 99,8 % af solsystemets masse. Energi fra Solen er – bl.a. i form af sollys – afgørende for næsten alt liv på Jorden via fotosyntese. Solen er den drivende kraft i Jordens klima og vejr, og den står for ca. 1/3 af tidevandsvirkningen i havene, resten står Månen for.
Stoffet i Solen udgøres af brint (som udgør omkring 74 % af dens masse, eller 92 % af dens rumfang), helium (omkring 25 % af massen, 7 % af rumfanget) og mindre mængder af andre grundstoffer. Solens spektralklasse er G2V. G2 indikerer, at dens effektive temperatur, (dvs. gennemsnitstemperaturen i den dybde, som vi kan se ind til gennem dens atmosfære) er ca. 5.780 K (eller omkring 5.507 grader Celsius / 9.944 Fahrenheit), hvilket giver den en hvid farve, som på grund af atmosfærisk spredning for det meste ser ud som gul farve set fra Jordens overflade. Når solen står lavt på himlen, giver spredningen den i stedet en orange eller rød farve.
Dens spektrum indeholder spektrallinjer for ioniserede og neutrale metaller foruden meget svage hydrogenlinjer. Romertallet V i spektralklassen indikerer, at Solen er en stjerne i hovedserien, hvorfor dens energi genereres ved fusion af brintkerner til helium. Den er i hydrostatisk ligevægt, så den over meget lange tidsperioder hverken trækker sig sammen eller udvider sig, fordi tyngden af dens stof afbalanceres af det udadrettede strålingstryk fra den indre fusionsproces.
Solen er en af stjernerne i galaksen Mælkevejen og kredser om dennes centrum i en afstand på omkring 26.000 lysår og fuldfører et omløb på ca. 225–250 millioner år.
Solens regelmæssige daglige opgang i øst og nedgang i vest og dens regelmæssige daglige og årlige tilsyneladende vandring på himlen har sammen med de forskellige andre solfænomener inspireret og udfordret menneskeheden i årtusinder. Der er ud fra dette konstrueret forskellige verdensbilleder, som har sat sig dybe spor i historien ved at påvirke religion og kultur, og den indhøstede viden har frembragt en lang række praktiske opfindelser og befordret opdagelser og videnskabens udvikling i bred forstand.
Symbolet for Solen i astronomien er en cirkel med en prik i centrum: ☉. I øvrigt anvendes ordet "sol" også som synonym for "stjerne".

## Oversigt
Solen er en stjerne af tredje generation, hvis dannelse kan være igangsat af chokbølger fra en eller flere supernovaer, der er forekommet i dens nærhed. Dette fremgår af den store forekomst af tunge grundstoffer som guld og uran i solsystemet. Disse stoffer er mest sandsynligt produceret enten ved atomare reaktioner under en supernova eller ved stofomdannelse via neutronabsorption i det indre af en kæmpestjerne af anden generation.

### Solens placering
Der anslås at være 200-400 milliarder stjerner i Mælkevejen, som er en flad bjælkegalakse placeret i galaksehoben Den lokale gruppe, der består af ca. 50 nabogalakser, som igen er en del af Virgo-superhoben. Mælkevejen er 70-100.000 lysår i tværsnit, og Solen er placeret ca. 26.000 lysår fra centrum i den spiralarm, som kaldes Orion-armen.
Mælkevejen omfatter mere end 100 millioner stjerner af Solens G2-klasse. På grund af stjernernes fordeling efter lysmængde lyser Solen i virkeligheden klarere end 85% af Mælkevejens stjerner, fordi de fleste er røde dværge. Solen kredser om Mælkevejens centrum med en omløbshastighed på 217 km/s, hvilket svarer til et lysår for hver 1.400 år og til en astronomisk enhed (AU) for hver 8 dage.
Solen er langt det mest lysstærke, naturlige objekt på himlen med en tilsyneladende størrelsesklasse på −26.74. Det er omkring 13 milliarder gange lysere end den næstmest lysende stjerne, Sirius, som har en tilsyneladende størrelsesklasse på −1.46.
Den nærmeste nabostjerne til Solen er Proxima Centauri, hvis afstand i øjeblikket er 4,22 lysår. Den lyser meget svagt og er del af et 3-stjerne-system, hvori stjernerne Alfa Centauri A og Alfa Centauri B indgår. Alfa Centauri A er med en afstand i øjeblikket på 4,39 lysår Solens nærmeste nabo af G2-klassen, og hvis Solen kunne betragtes fra denne stjerne, ville den synes at befinde sig i stjernebilledet Cassiopeia.
Der blev opdaget en ny nabo i 2013 kaldet WISE J104915.57-531906, der består af to brune dværgstjerner, som i øjeblikket er 6,5 lysår fra Solen.

### Solen og Jorden
Sollys er den primære energikilde på Jordens overflade. Solarkonstanten er den effekt, som solen leverer per arealenhed, som er udsat for sollys, og den er af størrelsen ca. 1.370 watt per kvadratmeter i en afstand af 1 AE fra Solen, dvs. på eller nær Jorden. Det sollys, som når Jordens overflade er imidlertid dæmpet af atmosfæren, så værdien er tættere på 1.000 watt per direkte belyst m² i klart vejr og med solen nær zenith. Denne energi kan udnyttes gennem en lang række naturlige og syntetiske processer – fotosyntese i planter udnytter sollysets energi og omdanner den til kemisk form (ilt og reducerede kulstofforbindelser), mens direkte opvarmning eller elektrisk omdannelse i solceller benyttes af solenergi-udstyr til at fremstille elektricitet eller til at udføre andet nyttigt arbejde. Den energi, som er oplagret i olie og andre fossile brændstoffer stammer oprindeligt fra sollys, der blev omdannet ved fotosyntese i en fjern fortid.
Mange fænomener i den atmosfæriske optik er direkte eller indirekte forbundet med sollyset og mange optræder lige ved siden af eller sammen med solen. Det drejer sig om solopgang og solnedgang, men også halo-effekter som 22°-haloen, bisole og lyssøjler. Et velkendt syn er tusmørkestråler og regnbuer, hvorimod grønne glimt, der kan optræde ved solnedgang, er sjældne.
Ultraviolet lys fra solen har antiseptiske egenskaber og kan benyttes til sterilisation af redskaber. Hos mennesket forårsager det også solbrændthed og har medicinske virkninger som f.eks. at fremme produktionen af vitamin D. Ultraviolet lys dæmpes særlig meget i Jordens atmosfære, hvorfor dettes styrke varierer meget med breddegraden, eftersom sollyset passerer en længere strækning gennem atmosfæren ved højere bredder. Denne forskel har forårsaget mange biologiske tilpasninger, herunder forskellen på menneskers hudfarve i forskellige egne af kloden.
Set fra Jorden ændrer solens bane over himlen sig i løbet af året. Den figur, som dannes ved at angive solens position på samme tid og fra samme sted hver dag i et helt år, kaldes jordens analemma og ligner et ottetal omkring en akse fra nord til syd. Selvom den mest udprægede ændring af solens tilsyneladende position i årets løb er i nord-/sydlig retning (der omfatter en vinkel på 47 grader på grund af jordaksens hældning på 23,5 grader i forhold til Solen) er der også en øst-/vestlig komponent, som skyldes Jordens acceleration, når den nærmer sig perihelium i banen omkring Solen og den tilsvarende formindskelse af farten, når den bevæger sig væk fra Solen for at nærme sig aphelium. Ændringen i tilsyneladende vinkel i retningen nord/syd er hovedårsagen til, at Jorden har skiftende årstider.
Solen er en magnetisk aktiv stjerne, der vedligeholder et stærkt og skiftende magnetfelt, som varierer fra år til år, og som skifter retning nogenlunde hvert ellevte år omkring solpletmaksimum. Solens magnetiske felt udløser flere effekter, som under et kaldes solaktivitet, og som inkluderer solpletter på Solens overflade, soludbrud (flares) og ændringer i den solvind, som transporterer materiale gennem solsystemet. Solaktivitetens virkning på Jorden ses bl.a. som nordlys og sydlys, der forekommer på moderate til høje breddegrader samt som forstyrrelser af radiokommunikation og elektricitetsforsyning. Derudover menes solaktiviteten at have spillet en stor rolle i solsystemets dannelse og udvikling, og den indvirker kraftigt på strukturen af Jordens ydre atmosfære.
Skønt Solen som Jordens nærmeste stjerne er blevet studeret intensivt, er der stadig mange uafklarede spørgsmål omkring den. Det gælder f.eks. spørgsmålet om, hvorfor dens ydre atmosfære har en temperatur på mere end 1 million K, mens temperaturen ved dens synlige overflade, fotosfæren, er mindre end 6.000 K. Aktuelle emner for forskningen er Solens regelmæssige cyklus for solpletaktivitet, fysikken i og oprindelsen til soludbrud og protuberanser, den magnetiske interaktion mellem kromosfæren og koronaen samt solvindens oprindelse.

## Livscyklus
Solens alder er bestemt ved nukleokosmokronologi og brug af computermodeller for stjerners udvikling og ansat til at være omkring 4,57 milliarder år. Den opstod ved gravitationel kollaps i en interstellar gassky i en proces, som varede ca. 50 millioner år, og i løbet af hvilken planeterne også dannedes.
Solen er nu nogenlunde halvvejs gennem den tid, hvor den befinder sig i stjernernes hovedserie i Hertzsprung-Russell-diagrammet, mens fusionsreaktioner i dens indre kerne omdanner brint til helium. Hvert sekund omdannes her mere end 4 millioner ton stof til energi, idet der produceres neutrinoer og stråling. Kun ca. 0,7% af brinten omdannes til energi, resten fusioneres til helium. Med denne omdannelseshastighed har Solen indtil nu forbrugt en masse, der svarer til omkring 100 jordmasser, til energi. Solen vil være en stjerne i hovedserien i ca. 10 milliarder år.
Solen har ikke tilstrækkelig masse til at eksplodere som en supernova, men om 4-5 milliarder år vil den trække sig sammen og bliver varmere, når brinten i kernen er brugt op. Den højere temperatur vil medføre, at brint i en skal uden om kernen kan starte fusion og forbrænde hurtigere, og Solen udvikler sig herved til en rød kæmpestjerne. Fusion af helium vil begynde, når kernens temperatur når omkring 100 MK, og der vil produceres carbon og ilt. Det er sandsynligt, at Solens ydre lag vil nå ud til Jordens bane, men nyere forskning tyder på, at Jorden forinden vil være presset længere væk af det stof, som Solen har mistet tidligere i fasen som rød kæmpe. På det tidspunkt vil det meste af Jordens atmosfære være blæst ud i rummet; på grund af Solens stadig forøgede energiudstråling vil alt vand på Jorden allerede være fordampet om lidt mere end 2 milliarder år.
Efter fasen som rød kæmpe vil intense varmepulseringer bevirke, at Solens ydre lag afstødes og danner en planetarisk tåge, mens den ekstremt varme kerne vil blive tilbage og langsomt afkøles og aftage i lysstyrke. Solen vil her være en hvid dværg og forblive sådan i mange milliarder år. Dette udviklingsforløb er helt typisk for stjerner, der har fra lav til mellemstor oprindelig masse.
Store stjerner kan i visse tilfælde efter at have gennemgået alle sine faser blive til et sort hul.

## Struktur
Solen er en stjerne af gennemsnitsstørrelse og indeholder over 99% af solsystemets totale masse. Den er en næsten fuldendt kugle med en minimal fladtrykthed, som anslås at være omkring en 9 milliontedel, hvorfor dens diameter ved polerne kun er ca. 10 km mindre end diameteren ved dens ækvator, fordi centrifugalkraftens virkning ved soloverfladen (grundet Solens forholdsvis langsomme rotation) er 18 millioner gange svagere end tyngdekraftens, og fordi tidevandsvirkningen fra planeterne er for svag til at påvirke dens form mærkbart. Solen roterer om sig selv, men da stoffet er i plasmatilstand, er dens rotation differentiel, så den roterer hurtigere ved ækvator end ved polerne. Den "egentlige" rotationstid er ca. 25 dage ved ækvator og 35 dage ved polerne. Jordens omløb om Solen betyder, at den ses fra stadigt skiftende positioner, hvorfor der fra Jorden ses en "tilsyneladende rotationstid" på omkring 28 dage ved Solens ækvator.
Solen har ikke en skarp overfladegrænse som faststofplaneterne. I dens yderste dele falder gassernes tæthed nærmest eksponentielt med afstanden fra Solens centrum. Solen har imidlertid en veldefineret indre struktur som beskrevet i det følgende. Solens radius måles fra dens centrum til kanten af fotosfæren, som er det lag, over hvilket gasserne er for afkølede eller fortyndede til at kunne udstråle nogen betydende mængde lys. Fotosfæren er den overflade, som tydeligst er synlig med det blotte øje. Hovedparten af solens masse ligger indenfor en afstand af omkring 0,7 radier fra centrum.
Det indre af solen kan ikke observeres direkte, og solen selv er uigennemsigtig for elektromagnetisk stråling. På samme måde som seismologien benytter bølger frembragt af jordskælv til at afsløre Jordens indre struktur, kan helioseismologi benytte trykbølger (infralyd), der gennemløber solens indre, til at måle og vise solens indre struktur. Ligeledes benyttes computermodeller af solen som værktøj til teoretiske undersøgelser af dens dybere lag.

### Kernen
Solens kerne strækker sig fra solens centrum og ud til omkring 20-25 % solens radius. Dens tæthed er op imod 150.000 kg/m3, (150 gange vands tæthed på Jorden) og den har en temperatur tæt på 15,7 mio. kelvin (K).. Nylige analyser foretaget af data fra SOHO-missionen tyder på en hurtigere rotation af kernen end af den øvrige strålingszone.
Gennem det meste af solens eksistens produceres energien ved fusion gennem en række trin, der kaldes p-p (proton-proton)-kæden. Denne proces omdanner brint til helium, og kernen er det eneste sted i solen, som producerer en betydelig mængde varme via fusion. Stjernens øvrige dele opvarmes af energi, som strømmer udad fra kernen. Al den energi, som produceres ved fusion i kernen, må trænge gennem mange lag af solen ud til fotosfæren, før den undslipper til rummet som sollys eller som kinetisk energi fra partikler.
Hvert sekund konverteres omkring 3,4 × 1038 protoner (ud af de omkring ~8,9 × 1056 frie protoner i solen i alt) til helium, hvilket frigør energi fra masse-energi omsætningen svarende til 383 × 1024 Watt (383 trillioner MW) eller energien fra 9,15 × 1010 megaton TNT.> I vægtenheder svarer processen til, at der per sekund omdannes ca. 564 millioner ton brintkerner til ca. 560 millioner ton helium, mens massetabet på ca. 4,26 millioner ton per sekund er omsat til energi.
Egentlig er solkernen for "kold“ til kernefusion, fordi den kinetiske energi af partiklerne ikke er høj nok til, at sammenstød mellem dem kan overvinde frastødningskræfterne mellem de positivt ladede protoner. Når fusion alligevel finder sted, skyldes det den kvantemekaniske tunneleffekt. Ifølge kvantemekanikken er en proton en slags udbredt bølge uden en nøjagtigt defineret position, og dens energi svinger omkring en middelværdi. Derved bliver der en meget ringe sandsynlighed for, at to protoner kommer så nær hinanden, at de kan smelte sammen ved at "tunnelere" gennem de frastødende kræfters energiniveau. Den minimale sandsynlighed herfor mere end opvejes af det umådelige antal protoner, som er til stede. Denne "nedbremsede“ kernefusion har den gunstige betydning for solsystemet og livet på Jorden, at solen sparer på sit energiforråd og kan udstråle konstante energimængder i meget lang tid. Solens lange levetid skyldes dens relativt lille masse og den ringe sandsynlighed for kernefusion.
Trods de store tal er energiproduktionen i solens kerne derfor ekstremt lav, nemlig ca. 0,3 μW/cm³ eller ca. 6 μW/kg. Til sammenligning udvikler et almindeligt stearinlys varme af en størrelse på 1 W/cm³ og menneskekroppen ca. 1,2 W/kg. Brug af plasma med lignende egenskaber til energiproduktion på Jorden ville være helt upraktisk, eftersom selv et lille 1 GW kernekraftværk ville kræve omkring 170 milliarder ton plasma som solens. Jordiske reaktorer kræver derfor langt højere plasmatemperaturer end i solen for at være nyttige.
Kernefusions hastighed afhænger stærkt af stoffets tæthed (og i særdeleshed af dets temperatur), så fusionshastigheden i kernen er i selvoprettende ligevægt: En let forhøjet hastighed ville opvarme kernen mere og få den til at udvide sig imod vægten af de udenfor liggende lag. Denne udvidelse ville nedsætte fusionshastigheden og derved korrigere for afvigelsen, altså ved negativ feedback. Modsat ville en let formindsket hastighed virke afkølende på kernen og få den til at trække sig sammen, hvilket igen ville forøge fusionshastigheden og bringe den tilbage til det oprindelige niveau.
De højenergi-fotoner (gamma- og røntgenstråler), der udløses ved fusionsprocesserne, de dominerende, såkaldte PP-kæder og (i langt mindre grad) CNO-cyklus, absorberes efter få millimeters rejse i solens plasma og genudsendes i tilfældig retning (med et ganske lille energitab). Det tager derfor lang tid for stråling at nå solens overflade. Skøn over fotonernes "rejsetid" går fra så meget som 50 millioner år til så lidt som 17.000 år. Efter en sidste rejse gennem det ydre konvektionslag og til den transparente "overflade" af fotosfæren, undslipper fotonerne som synligt lys. Hver gammastråle i solens kerne omdannes til flere millioner fotoner, før de undslipper til rummet. Fusionsprocessen i kernen udløser også en stor mængde neutrinoer, men de reagerer kun yderst sjældent med stof, hvorfor næsten alle undslipper fra solen med det samme. I mange år gav målinger af det antal neutrinoer, som kom fra solen, et antal som var en faktor 3 mindre end den teoretiske værdi. Dette såkaldte neutrinoproblem for solen løstes fornylig, da virkningen af neutrinooscillation blev opdaget: Solen udsender virkelig det forudsagte antal neutrinoer, men neutrinodetektorerne fangede ikke 2/3 af dem.

### Strålingszonen
I området fra omkring 0,2 til omkring 0,7 solradier er materien varm og tæt nok til, at varmestråling er tilstrækkelig til at transportere den intense varme fra kernen udad. I denne zone er der ingen termisk konvektion, for selvom stoffet afkøles efterhånden som det når længere ud, er denne temperatur-gradient lavere end den adiabatiske procesrate og følgelig ude af stand til at vedligeholde konvektion. Som beskrevet ovenfor videregives varme via stråling, idet dannede fotoner efter at have bevæget sig en kort distance absorberes af brint- og heliumioner, genudsendes og absorberes, hvilket gentager sig igen og igen. På denne måde baner energien sig langsomt vej udad.

### Konvektionszonen
I solens ydre lag (de yderste ca. 30 % af solens radius) er plasmaet ikke tæt eller varm nok til at overføre varmeenergien fra solens indre udad via stråling. Følgelig optræder der varmekonvektion i form af varmesøjler, som fører varmt stof til solens overflade (fotosfæren). Når stoffet afkøles ved overfladen, synker det tilbage mod konvektionszonens bund, hvor det igen opvarmes ved kontakt med strålingszonen. Der forekommer muligvis et konvektionsoverskud i bunden af konvektionszonen, så de turbulente nedsynkninger når "for langt" og altså trænger ind i strålingszonens yderste lag.
Varmesøjlerne i konvektionszonen sætter deres aftryk på solens overflade ved at gøre den granuleret. Den turbulente konvektion virker som dynamo på "lille skala" og frembringer magnetiske nord- og sydpoler overalt på soloverfladen.

### Fotosfæren
Fotosfæren er solens synlige overflade, dvs. det lag, under hvilket solen bliver uigennemsigtig for synligt lys. Over fotosfæren kan sollyset frit udbrede sig i rummet, og dets energi undslipper helt fra solen.
Ændringen i gennemsigtighed skyldes den aftagende mængde H- ioner, der let absorberer synligt lys. Omvendt produceres det lys, vi ser, ved at elektroner reagerer med brintatomer og danner H- ioner. Fotosfæren er i virkeligheden op til 3-400 kilometer tyk og er lidt mere gennemsigtig end luft på Jorden. Eftersom fotosfærens øvre lag er køligere end de nedre, ser et billede af solen klarere ud omkring solens centrum end ved dens rand, et fænomen, som kaldes randformørkelse. Sollys har tilnærmelsesvis et sortlegeme-spektrum, som dels viser, at dens effektive temperatur er ca. 5.780 K, dels at dens spektrum indeholder tusinder af atomare absorptionslinjer fra de tynde lag oven over fotosfæren. Partikeltætheden i fotosfæren er omkring 1023 m−3 (hvilket er omkring 1% af partikeltætheden i Jordens atmosfære ved havets overflade eller omtrent som tætheden af luften i 30 km højde).
I tidlige undersøgelser af fotosfærens optiske spektrum opdagedes nogle absorptionslinjer, som ikke svarede til noget hidtil kendt grundstof på Jorden. I 1868 fremsatte Lockyer den hypotese, at disse absorptionslinjer skyldtes et nyt grundstof, som han kaldte helium efter den græske solgud Helios. Først 25 år senere blev helium opdaget på Jorden.

### Atmosfæren
De dele af solen, som ligger over fotosfæren, kaldes under et for solens atmosfære. De kan ses med teleskoper, som dækker det elektromagnetiske spektrum fra radiobølger over synligt lys til gammastråler, og de omfatter fem vigtige zoner: Temperaturminimum, kromosfæren, overgangsregionen, koronaen og heliosfæren. Heliosfæren, som er solens yderste, meget tynde atmosfære, strækker sig helt ud over Plutos bane til heliopausen, hvor den danner en skarp grænse (chokfront) til det interstellare rum. Kromosfæren, overgangsregionen og koronaen er meget varmere end soloverfladen. Den fulde forklaring herpå kendes endnu ikke.
Det køligste lag af solen er temperaturminimum-regionen omkring 500 km over fotosfæren. Den har en temperatur på ca. 4.000 K og er dermed afkølet nok til, at der kan opbygges simple molekyler som kulilte og vand, og disses tilstedeværelse er konstateret ud fra deres absorptionsspektre.
Over dette lag følger et tyndt lag med en tykkelse på omkring 2.000 km, hvis spektrum domineres af emissions- og absorptionslinjer. Laget kaldes kromosfæren fra den græske rod chroma, som betyder farve, fordi det er synligt som et farvet glimt ved begyndelsen og afslutningen af en total solformørkelse. Temperaturen i kromosfæren stiger gradvis med højden og når øverst op imod 100.000 K.
Efter kromosfæren følger solens overgangsregion, hvor temperaturen stiger meget hurtigt fra ca.100.000 K til koronatemperaturer tæt ved en million K. Stigningen skyldes en faseovergang, hvor helium i regionen bliver fuldstændig ioniseret af de høje temperaturer. Overgangsregionen findes ikke i en veldefineret højde, men danner snarere et slør eller en "glorie" omkring kromosfæriske fænomener som spiculer og solfilamenter, og den er i konstant, kaotisk bevægelse. Overgangsregionen er vanskelig at se fra Jordens overflade, men er let at observere fra rummet med instrumenter, som er følsomme for den mest ultraviolette del af spektret.
Koronaen er solens udvidede, ydre atmosfære, der har et langt større rumfang end solen selv. Den har en blød overgang til solvinden, som fylder hele solsystemet og heliosfæren. Den lave del af koronaen, som er forholdsvis tæt på soloverfladen, har en partikeltæthed i intervallet 1014 m−3 – 1016 m−3. (Hvor værdien for jordatmosfæren til sammenligning har en værdi på ca. 2×1025 m−3). Koronaens temperatur er adskillige millioner grader kelvin, og selv om der endnu ikke findes en komplet teori, som forklarer denne høje værdi, vides noget af varmen at stamme fra magnetisk rekonnektion.
Heliosfæren strækker sig fra ca. 20 solradier (0,1 AU) til solsystemets yderste grænser. Dens indre afgrænsning defineres som det lag, i hvilket solvindens strømning bliver superalfvénisk, hvormed menes, at strømningen sker hurtigere end farten af Alfvén-bølger. Turbulens og dynamiske kræfter uden for denne grænse kan ikke påvirke formen af solkoronaen indenfor, eftersom information herom kun kan udbredes med Alfvén-bølgers fart. Solvinden breder sig uafbrudt udad gennem heliosfæren, og giver samtidig solens magnetfelt spiralform, indtil den møder heliopausen mere end 50 AU fra solen. I december 2004 passerede rumsonden Voyager 1 gennem en chokfront, som menes at være en del af heliopausen. Begge Voyager-sonder har registreret højere niveauer af energirige partikler, når de nærmede sig grænsen.

## Solcyklus

### Solpletter og solpletcyclus
Når solen ses gennem et passende filter, er dens solpletter et af dens umiddelbart synlige træk. Det er tydeligt afgrænsede områder på overfladen, som viser sig mørkere end deres omgivelser på grund af lavere temperatur. Solpletter er områder, hvor intens magnetisk aktivitet med stærke magnetfelter forhindrer konvektionen og derved reducerer energitransporten fra det varme indre til overfladen. Det magnetiske felt forårsager stærk opvarmning i koronaen og danner aktive regioner, som er udgangspunkt for intense soludbrud og udstødelse af koronamasse. De største solpletter kan være titusindvis af kilometer i tværsnit.
Antallet af solpletter, som er synlige på solen, er ikke konstant, men varierer over en omtrent 11-årig periode. Ved et typisk solminimum ses kun få solpletter og af og til slet ingen. De, som ses, viser sig ved høje breddegrader på solen. I løbet af den typiske solpletperiode øges antallet, og de optræder nærmere ved solens ækvator, et fænomen som er beskrevet ved Spörers lov. Solpletter forekommer sædvanligvis parvis med modsat magnetisk polaritet. Polariteten af den mest fremtrædende solplet skifter for hver solpletperiode, så den vil være en magnetisk nordpol i den ene periode og en magnetisk sydpol i den næste.
Solens cyklus har stor indflydelse på rumvejret og en mærkbar indvirkning på Jordens klima. Der er tendens til, at solpletminima er korrelleret med lavere temperaturer på Jorden, og tilsvarende at perioder med varighed over gennemsnittet korrelerer med højere temperaturer. Det debatteres, om denne korrelation også betyder en årsagssammenhæng. I det 17. århundrede ser cyklussen ud til helt at være stoppet, så der er observeret meget få solpletter i denne periode. Perioden kendes som Maunder minimum eller den lille istid, hvor Europa oplevede meget lave temperaturer. Endnu tidligere minimumsperioder er fundet ved analyse af årringe og lader også til at have faldet sammen med globale temperaturer under gennemsnittet. Også danske solforskere er nu enige om at ændringer i solaktivitet ikke har bidraget til den globale opvarmning i det mindste siden ca. 1980.

### Mulig langvarig cyklus
En nylig teori hævder, at der er magnetisk ustabilitet i solens kerne, som bevirker svingninger i perioder på 41.000 eller 100.000 år. Disse kunne give en bedre forklaring på Jordens istider end den, der fås ved at se på den teori, som kaldes Milanković-cykler. Som mange andre teorier i astrofysikken kan den nye teori ikke testes direkte.

## Teoretiske problemer

### Koronatemperaturen
Fotosfæren vides at have en temperatur omkring 6.000 K, mens koronaen ovenover har en temperatur på 1.000.000 K. Denne høje temperatur viser, at koronaen varmes op af noget andet end direkte varmeledning fra fotosfæren.
Det menes, at den nødvendige energi til opvarmning af koronaen stammer fra turbulent bevægelse i konvektionszonen under fotosfæren, og der er foreslået to hovedmekanismer til forklaring af, hvordan den kan føre til koronaopvarmning. Den første er opvarmning via bølger, hvor der opstår lydbølger, tyngdebølger og magnetohydrodynamiske bølger ved turbulensen i konvektionszonen. Disse vil udbrede sig opad og spredes i koronaen, idet de afgiver deres energi til den omgivende gas i form af varme. Den anden mekanisme er opvarmning fra magnetiske felter, hvor magnetisk energi uafbrudt opbygges af bevægelser i fotosfæren og frigives ved magnetisk rekonnektion i form af store soludbrud og myriader af lignende, men mindre fænomener.
For nærværende er det uklart, om bølger er en effektiv mekanisme til opvarmning. Det er konstateret, at alle bølger med undtagelse af Alfvénbølger spredes eller brydes, før de når koronaen. Yderligere spredes Alfvénbølger ikke let i koronaen. Forskningens fokus er derfor nu rettet mod opvarmningsmekanismer i forbindelse med soludbrud, og en mulig forklaring kan ligge i mange vedvarende udbrud på lille skala, men spørgsmålet undersøges stadig.

### Solens svagtlysende periode
Teoretiske modeller for solens udvikling antyder, at solen i den arkæiske periode for fra 3,8 til 2,5 milliarder år siden kun lyste med 70% af sin nuværende styrke. En så svag stjerne ville ikke have været i stand til at sørge for, at vandet på jorden var flydende, og livet skulle derfor ikke have kunnet udvikle sig. De geologiske kendsgerninger viser imidlertid, at Jorden har haft en temmelig konstant temperatur gennem hele sin eksistens, og at den unge jord i virkeligheden var noget varmere end nu. Konsensus blandt videnskabsmænd omkring dette er, at atmosfæren dengang indeholdt langt større mængder drivhusgasser (som kuldioxid, metan og/eller ammoniak) end nu, og at de tilbageholdt nok varme til mere end at kompensere for den mindre mængde solenergi, som nåede planeten.

## Magnetfelt
Solen er en magnetisk aktiv stjerne. Den skaber et stærkt og skiftende magnetfelt, som varierer fra år til år og skifter retning omkring hvert ellevte år omkring solpletmaksimum. Nasa har offentliggjort en video af en magnetfeltsvending. Dette magnetfelt har mange virkninger, som under et betegnes solaktivitet, og som omfatter solpletterne på Solens overflade, soludbrud og variationer i solvinden, som fører materiale gennem Solsystemet. Solaktivitetens virkninger på Jorden omfatter bl.a. aurora på fra moderate til høje breddegrader og forstyrrelse af radiokommunikation og strømforsyning. Solaktivitet menes at have spillet en rolle i Solsystemets dannelse og udvikling, og den ændrer strukturen af Jordens ydre atmosfære.
Alt stof på solen findes i form af gas og plasma på grund af dens høje temperatur. Derfor kan solen have differentiel rotation med forskellig hastighed ved forskellige breddegrader, og det bevirker, at dens magnetfeltlinjer bliver snoet sammen og danner magnetiske feltløkker, der bryder frem fra solens overflade og udløser de dramatiske dannelser omkring solpletter og protuberanser ved magnetisk rekonnektion. Disse gentagne snoninger skaber soldynamoen og en 11-årig solpletcyklus med magnetisk aktivitet, når solens magnetiske felt skifter retning omkring hvert ellevte år.
Solens magnetfelt rækker langt ud over Solen selv. Plasmaet i den magnetiserede solvind fører magnetfeltet ud i rummet og danner det såkaldte interplanetare magnetfelt. Eftersom plasmaet kun kan bevæge sig langs de magnetiske feltlinjer, strækker det interplanetare magnetfelt sig oprindeligt radialt væk fra Solen. Da felterne over og under Solens ækvator har modsat polaritet, findes der i Solens ækvatorplan et tyndt lag, som kaldes det heliosfæriske strømtæppe. På større afstande snor Solens rotation magnetfeltet og strømtæppet til en spirallignende struktur, som kaldes Parker-spiralen. Det interplanetare magnetfelt er meget stærkere end den dipole komponent af Solens magnetfelt. Solens magnetiske dipolfelt, som er på 50–400 μT (i fotosfæren) aftager med tredje potens af afstanden til en værdi omkring 0,1 nT, når det måles i Jordens bane. Derimod viser observationer foretaget af rumfartøjer, at det interplanetare felt i Jordens bane er omkring 100 gange kraftigere, nemlig omkring 5 nT.

## Historisk oversigt

### Kulturhistorisk oversigt
I menneskehedens mest fundamentale forståelse er solen en lysende skive på himlen, hvis tilsynekomst over horisonten forårsager dag, og hvis fravær betyder nat. Den er det centrale himmellegeme, hvoraf livet på Jorden afhænger, hvilket man fra de tidligste tider har været sig bevidst.
Solens regelmæssige daglige og årlige tilbagekomst blev ængsteligt afventet og besværget med kultiske og magiske ritualer. Særligt har solformørkelser udløst bestyrtelse og frygt. I oldtidens Kina, hvor solen var symbol for østen, forår, mandighed (Yang) og fødsel foruden for kejseren, troede man, at en drage ville sluge solen og forsøgte med stor larm at få uhyret til at give den fri igen.
I mange forhistoriske og forsvundne kulturer ansås solen for at være en guddom eller et andet overnaturligt fænomen, og tilbedelse af solen indtog en central rolle i livet. For sumererne legemliggjorde solen solguden Utu, og i Babylonien og Fønikien var det guden Shamash, som hver morgen betrådte himlen og ikke længere skjulte sine stråler. I det gamle Egypten blev Ra (også Re eller Re-Atum) æret som solgud. Farao Akhenaton gjorde senere Aton, som var den personificerede solskive, til eneste gud og afskaffede alle andre egyptiske guder. I det nuværende Mexico æredes solguden Tonatiuh af aztekerne og hos mayaerne var Itzamná hovedgud, som Inti var det hos inkaerne i Sydamerika. Perserne dyrkede Mitra, og grækerne mente, at titaniden Helios flyttede Solen rundt på himlen.
Man drog meget tidligt nytte af viden om de fundamentale perioder dag og år. Solen er det naturlige Ur for mennesket og betragtning af solen (og andre himmellegemer) og bestemmelse af banepunkter som jævndøgn, sommer- og vintersolhverv førte sammen med årstidernes skiften til udviklingen af kalendere, hvilket i de fleste kulturer især blev af stor betydning efter opfindelsen af agerbruget. Herved kunne vigtige årstidsafhængige begivenheder som f.eks. Nilens årlige oversvømmelser og det gunstigste tidspunkt for såning bestemmes forud, og ved færden på havet kunne man tage hensyn til farlige, sæsonbestemte stormperioder. Meget senere, da sejladserne gik over åbent hav, benyttedes solens højde på himlen til navigation, fordi den fastlægger breddegraden.
Mange forhistoriske monumenter og kultsteder blev opført med henblik på betragtning og udnyttelse af solfænomener. Det gælder f.eks. stenmegalitter, som nøjagtigt markerer sommersolhverv. Nogle af de mest fremtrædende megalitter findes i Nabta Playa i Egypten og ved Stonehenge i England. I Stonehenge står solen ved sommersolhverv op lige over en bestemt sten, og solstrålerne kan på den dag lyse ind i anlæggets indre. Tilsvarende er pyramiden El Castillo i Chichen Itza i Mexico bygget, så der ved en skyggevirkning tilsyneladende ses slanger sno sig op ad pyramiden ved de to solhverv.
Fra bronzealderen i Tyskland er himmelskiven fra Nebra bevaret og synes ligeledes at være et instrument til betragtning af himlen. Dens forgyldte kanter skal muligvis tydes som soljoller, der er et religiøst symbol. Fra samme tid stammer også solvognen fra Trundholm, hvis skive tydes som et solsymbol med en dag- og natside. I den nordiske mytologis skabelsesberetning skabte guderne solen af en glød fra Muspelheim og lagde den i en vogn. Gudinden Sol kører hurtigt denne vogn over himlen, trukket af hestene Árvakr og Alsviðr, fordi spandet er forfulgt af en jætte i skikkelse af ulven Skoll. Ved verdens undergang (Ragnarok) vil ulven opsluge solen.
Også i antikkens Grækenland dyrkede man solguden. Det var Helios, som dagligt kørte over firmamentet med sin solvogn. Helios svarede ret nøje til romernes uovervindelige Gud Sol Invictus, hvis kult var vidt udbredt i Det romerske kejserrige. Fra antikken har astrologien overtaget solen som symbol på vitalitet.
I det antikke Grækenland fremkom også de første overvejelser om solen som et fysisk objekt, begyndende med Xenofanes, der mente, at solen var en brændende uddunstning eller sky. Hvor naiv denne beskrivelse end lyder nu, betød den dog et afgørende kulturhistorisk skridt, for at se solen som et naturligt objekt modsagde fundamentalt den tidligere opfattelse af solen som en gudelig entitet. Ud fra disse tanker kritiserede Xenofanes da også Grækenlands menneskeliggjorte guder. (Hvis heste havde guder, ville disse ligne heste) og pegede frem mod en monoteisme, der ikke som hos faraonerne havde solen som Gud. Xenofanes' opfattelse slog imidlertid ikke igennem hos alle tænkere, og mange senere religiøse og filosofiske skoler faldt tilbage til de tidligere, mytiske forklaringer som det også fremgår af, at Sokrates blev dødsdømt for gudsbespottelse 200 år senere. Desuden påvirkedes folketroen i Grækenland nok slet ikke af disse overvejelser.
I forhold til fiksstjernerne synes solen, når den ses fra Jorden, at bevæge sig langs ekliptika og gennem dyrekredsen (zodiac) en gang om året, og senere græske astronomer anså den for at være en af de syv planeter (græsk: Planetes = "vandrere"), efter hvilke de syv ugedage har fået deres navne i en del sprog.
Det antikke verdensbillede gik i almindelighed ud fra, at Jorden var universets midtpunkt, og at solen, månen og planeterne bevægede sig i nøjagtige cirkelbaner om den. Denne flere hundrede år gamle opfattelse, som til sidst blev sammenfattet af Ptolemæus i hans værk Almagest fra omkring år 150, og som senere støttedes af Aristoteles, holdt sig i endnu mindst 1.300 år. Den forsvaredes i særdeleshed af den kristne kirke, så meget mere som det også af Bibelen lader til at fremgå, at solen bevæger sig. Modellen med den ubevægede jord udviste dog i tidens løb flere og flere svagheder, efterhånden som opfindelser og bedre observationer var til rådighed. Bl.a. kunne planeternes bevægelser kun forklares ved komplicerede hjælpekonstruktioner som epicykler.
Aristarchos fra Samos havde i 2. århundrede f.Kr. forgæves postuleret, at solen var verdens centrum. Først mere end 1.500 år senere blev tanken taget op igen af lærde som Nikolaus von Kues og Regiomontanus og viderebearbejdet af Nicolaus Kopernikus og senere astronomer og videnskabsmænd, til at begynde med som rene "regnemodeller". Da disse begyndte at blive omsat til et reelt verdensbillede, vendte kirken sig imidlertid afgørende mod sådanne tanker, og videnskabsmænd som Giordano Bruno, der hævdede, at universet var uendeligt i udstrækning med et uendeligt antal sole og mange planeter, blev brændt på bålet i år 1600, mens Galilei, der var nået til overbevisning om en central sol, blev forfulgt af inkvisitionen.
Ved fortsatte observationer, nøjagtige bestemmelser af planeternes baner, brug af det nyopdagede teleskop og opdagelsen af himmelmekanikkens sætninger, indtog det nugældende (modificerede) heliocentriske verdensbillede sin plads.
Yderligere fremskridt i astronomien viste sluttelig, at heller ikke solen indtager nogen særlig eller fremtrædende plads i universet, men er en stjerne mellem milliarder og atter millarder af andre stjerner.

### Videnskabelig udforskning
Tidlige teorier
En af de første, der fremkom med en videnskabelig forklaring af solen, var antikkens græske filosof Anaxagoras, der påstod, at den var en gigantisk, flammende metalkugle, som endog var større end Peloponnes, og altså ikke var Helios´ stridsvogn. For udbredelse af dette kætteri blev han fængslet af myndighederne og dømt til døden (men senere løsladt efter indgriben af Perikles). Eratosthenes kan have været den første til præcist at beregne afstanden fra Jorden til solen, idet han i det 3. århundrede f.Kr. beregnede den til 149 millioner kilometer, samme størrelsesorden som det i dag accepterede tal.
Som nævnt var den teori, at solen er det centrum, hvorom planeterne bevæger sig, allerede fremsat i antikken af Aristarchos, men var i øvrigt bl.a. også gængs blandt de sydamerikanske indianerne (se heliocentrisk). Efter at denne tanke blev taget op igen i Europa i 1400-tallet, var det først Kopernicus, der i det 16. århundrede med værket De Revolutionibus Orbium Coelestium (Om de himmelske sfærers omdrejning) forsøgte at give den matematisk grundlag, hvilket dog i sidste ende ikke lykkedes ham. Hans værk banede imidlertid vejen for videre udforskning og lagde fundamentet til det kopernikanske verdensbillede.
Teleskopet og resultater derefter
Efter opfindelsen af teleskopet foretog Thomas Harriot, Galilei og andre astronomer i begyndelsen af det 17. århundrede detaljerede observationer af solpletter. Galileo foretog nogle af de første og hævdede, at pletterne befandt sig på solens overflade og derfor ikke var små objekter, som passerede mellem Jorden og solen. Johann Fabricius beskrev dem som den første i 1611 i en videnskabelig afhandling, hvori han korrekt henførte deres vandring over solskiven til solens egenrotation.
I 1619 postulerede Johannes Kepler eksistensen af en solvind på grundlag af den kendsgerning, at kometers hale altid er rettet væk fra solen. Afstanden til Mars blev bestemt af Giovanni Cassini og Jean Richer i 1672, og de blev derved i stand til at beregne afstanden til solen. Isaac Newton analyserede solens lys ved hjælp af et prisme og viste, at det var sammensat af lys af mange farver.
Allerede 1775 formodede Christian Horrobow, at antallet af solpletter ændres periodisk og William Herschel opdagede i 1800 den infrarøde stråling udenfor den røde del af solspektret. 1802 påviste William Hyde Wollaston de mørke absorptionslinjer i solspektret og Joseph von Fraunhofer undersøgte dem fra 1814 systematisk, hvorfor de tydeligste stadig ofte kaldes Fraunhoferlinjer.
1843 publicerede Samuel Heinrich Schwabe sin opdagelse af solpletaktivitetens cyklus, og George Hale udviklede spektroheliografen i 1889. Henry Augustus Rowland færdiggjorde i 1897 et atlas over solspektret med samtlige spektrallinjer, og i 1908 opdagede George Ellery Hale, at spektrallinjerne i solpletområderne var opspaltet som følge af magnetiske kræfter, den såkaldte Zeeman-effekt.
At solen udstråler radiobølger blev klarlagt i 1942, og i 1949 påviste Herbert Friedman den solare røntgenstråling. Svingningerne i fotosfæren blev konstateret i 1960 og førte til helioseismologien, som undersøger solens egensvingninger for at klarlægge processerne i dens indre.
Der er i tidens løb bygget specielle solobservatorier, ligesom der er indrettet enorme underjordiske detektorer til undersøgelse af neutrinoudsendelse fra solen. Detektoren Super-Kamiokande fandt for første gang neutrinooscillation i 1998.
Teoretiske arbejder
I begyndelsen af den moderne videnskabelige æra var kilden til solens energi en betydelig gåde. Lord Kelvin foreslog, at solen kunne være et langsomt afkølende, flydende legeme, som udstrålede varme fra et indre lager. Senere foreslog Kelvin og Hermann von Helmholtz den såkaldte Kelvin-Helmholtz mekanisme som forklaring på energioutputtet. Uheldigvis var deres estimat af solens alder kun 20 millioner år, meget kortere end det tidsrum på flere milliarder år, som fremgik af geologiske undersøgelser. Joseph Lockyer, som opdagede helium i solens spektrum, fremsatte i 1890 en meteor-hypotese om solens dannelse og udvikling.
En løsning baseret på kendte kendsgerninger fremkom ikke før 1904, hvor Ernest Rutherford foreslog, at solens energiudsendelse kunne opretholdes ved hjælp af en intern varmekilde, og at denne kunne være radioaktivt henfald. Det blev imidlertid Albert Einstein, som kunne give det afgørende spor i søgningen efter kilden til solens energiudsendelse med sin ligning for ækvivalensen mellem masse og energi: E = mc².
I 1920 foreslog Arthur Eddington, at trykket og temperaturen i solens kerne kunne fremkalde en kernefusionsreaktion, hvor protoner samledes til heliumkerner og producerede energi ved nettoændringen i masse. Overvægten af brint i Solen blev bekræftet i 1925 af Cecilia Payne-Gaposchkin hjælp af ionisering teori udviklet af Meghnad Saha, en indisk fysiker. Dette teoretiske koncept videreudvikledes i 1930'erne af astrofysikerne Subrahmanyan Chandrasekhar og Hans Bethe. Hans Bethe beregnede detaljerne i de to vigtigste energiproducerende kernereaktioner, som holder solen i gang.
En afhandling, som både fuldstændiggjorde dette og pegede fremad mod den nuværende astrofysik, publiceredes i 1957 af Margaret Burbidge med titlen "Synthesis of the Elements in Stars" (Stjerners grundstofsyntese). Afhandlingen viste overbevisende, at flertallet af grundstofferne i universet er dannet ved nukleosyntese, som er foregået ved kernereaktioner inde i stjerner, hvoraf nogle var lig solen. Denne erkendelse udgør stadig en af videnskabens store bedrifter.
Udforskning fra rummet
I nyeste tid er der opnået mange nye resultater ved målinger fra rummet, hvorfra det er muligt at undersøge bølgelængder, som ellers absorberes i jordens atmosfære. Det er først sket fra satellitter i jordomløb, men det er også med rumsonder forsøgt at komme solen nærmere, hvilket de høje temperaturer og den intensive stråling gør til en teknisk udfordring.
De første satellitter til observation af solen opsendtes mellem 1959 og 1968. Det var NASA's Pioneer 5, 6, 7, 8 og 9, som kredsede om solen i næsten samme afstand som jorden og foretog de første detaljerede målinger af solvinden og solens magnetfelt. Pioneer 9 var virksom særlig længe og sendte data helt til 1987.
I 1970'erne fik videnskabsmændene vigtige nye data om solvinden og solens korona fra Helios 1-sonden og fra Apolloteleskopet på Skylab. Apolloteleskopet styredes af astronauterne på Skylab, og det foretog de første tidsserie-observationer af solens overgangsregion og af ultraviolet stråling fra koronaen. Opdagelserne var bl.a. de første observationer af koronamasseudstødelse og af "huller" i koronaen, som nu vides at hænge nøje sammen med solvinden.
Solar Maximum Mission (SMM) opsendtes af NASA i 1980 med det formål at undersøge gamma-, røntgen- og UV-stråling fra soludbrud. Den brød ned efter få måneder, men blev repareret i 1984 ved et besøg af rumfærgen Challenger og var derefter virksom til juni 1989.
Rumsonden Ulysses i 1990 skulle benyttes til første observation af solens poler, hvilket kræver en baneændring på 90° for at komme ud af planeternes baneplan. Det opnåedes ved at lade sonden flyve forbi kæmpeplaneten Jupiter, en såkaldt gravity assist-forbiflyvning. Den lykkedes, og Ulysses blev derved den hidtil eneste rumsonde, som har forladt ekliptikas plan. Den har to gange overfløjet begge solens poler og har fundet, at solvinden fra høje bredder bevæger sig med omkring 750 km/s (langsommere end forventet), og at der fra disse breddegrader udgår store magnetiske bølger, som spreder galaksens kosmiske stråling.
Den japanske Yohkoh (solstråle) satellit opsendtes 1991 og observerede soludbrud på røntgenbølgelængder. Den gik i stand-by tilstand som følge af en solformørkelse i 2001, hvor den mistede sin fastlåsning af retningen til solen.
En de hidtil vigtigste solobservationsmissioner har været SOHO, der er et fælles projekt mellem European Space Agency og NASA. Den har nu (2007) fungeret i over ti år og været vigtig nok til, at en opfølgning, Solar Dynamics Observatory, planlægges opsendt i 2008. SOHO er stationeret i lagrange-punkt L1 og giver daglige optagelser af solen ved mange bølgelængder og bidrager til forudsigelse af soludbrud. I tilgift har den opdaget et stort antal kometer, hvoraf de fleste dog er små og udslettes ved passage af solen.
I 2001 startede Genesis for at indsamle solmateriale fra rummet. Sonden returnerede til Jorden i 2004, men knustes, da en faldskærm ikke foldede sig ud. Nogle brugbare prøver har dog kunnet reddes og er ved at blive undersøgt.
De to STEREO-sonder opsendtes i oktober 2006 og stationeredes i henholdsvis lagrange-punkt L4 og L5 med henblik på at tage tredimensionale billeder af solen og dens fænomener.

## Solobservation og øjenskader
Sollys er meget skarpt, og at se direkte på solen med det blotte øje selv i korte perioder er potentielt farligt. Lyset vil påvirke nethinden med omkring 4 milliwatt, som vil opvarme den let og kunne forårsage permanente skader i form af blindhed eller blinde pletter i synsfeltet. Eftersom der ikke er nogen følelse af smerte, bliver man ikke umiddelbart opmærksom på, at synet er ved at blive ødelagt.
Delvise solformørkelser udgør en særlig risiko, fordi øjets pupil ikke er tilpasset den usædvanligt høje kontrast, og fordi den udvider sig i forhold til den samlede mængde lys og ikke i forhold til det klareste objekt i synsfeltet. Det meste af sollyset vil være blokeret af måneskiven, men fotosfærens udækkede dele har samme klarhed som på en normal dag. I det dæmpede tusmørke vil pupillen udvide sig fra ~2 mm til ~6 mm og hver celle i nethinden modtage ca. 10 gange så meget lys som ved at se på en uformørket sol.
At betragte solen gennem lyskoncentrerende optik som f.eks. en kikkert er naturligvis endnu farligere, medmindre der benyttes et korrekt filter til at dæmpe lyset. Uafskærmede kikkerter kan sende over 500 gange så megen energi til nethinden som ved brug af det blotte øje, hvilket vil dræbe nethindens celler næsten øjeblikkeligt. (Selvom effekten per arealenhed af billedet på nethinden er den samme, kan varmen ikke føres væk hurtigt nok, fordi billedet er større). Selv et ganske kort kig på middagssolen gennem en uafskærmet kikkert kan give permanent blindhed.
Filtre til brug for iagttagelse af solen skal være specielt beregnet til formålet. Utilstrækkelige filtre lader f.eks. skadelige UV- eller IR-stråler passere. Filtre til teleskoper eller kikkerter skal sættes på objektivet eller blænden og ALDRIG på okularet, fordi okularfiltre pludselig kan revne eller ødelægges af varmen fra absorberet lys.
En sikker måde at betragte solen på er at projicere et billede af den på en skærm ved hjælp af et lille refraktionsteleskop (eller kikkert) og okular uden sammenlimede dele. Andre teleskoptyper kan ødelægges ved sådan brug.